# Julos Beaucarne

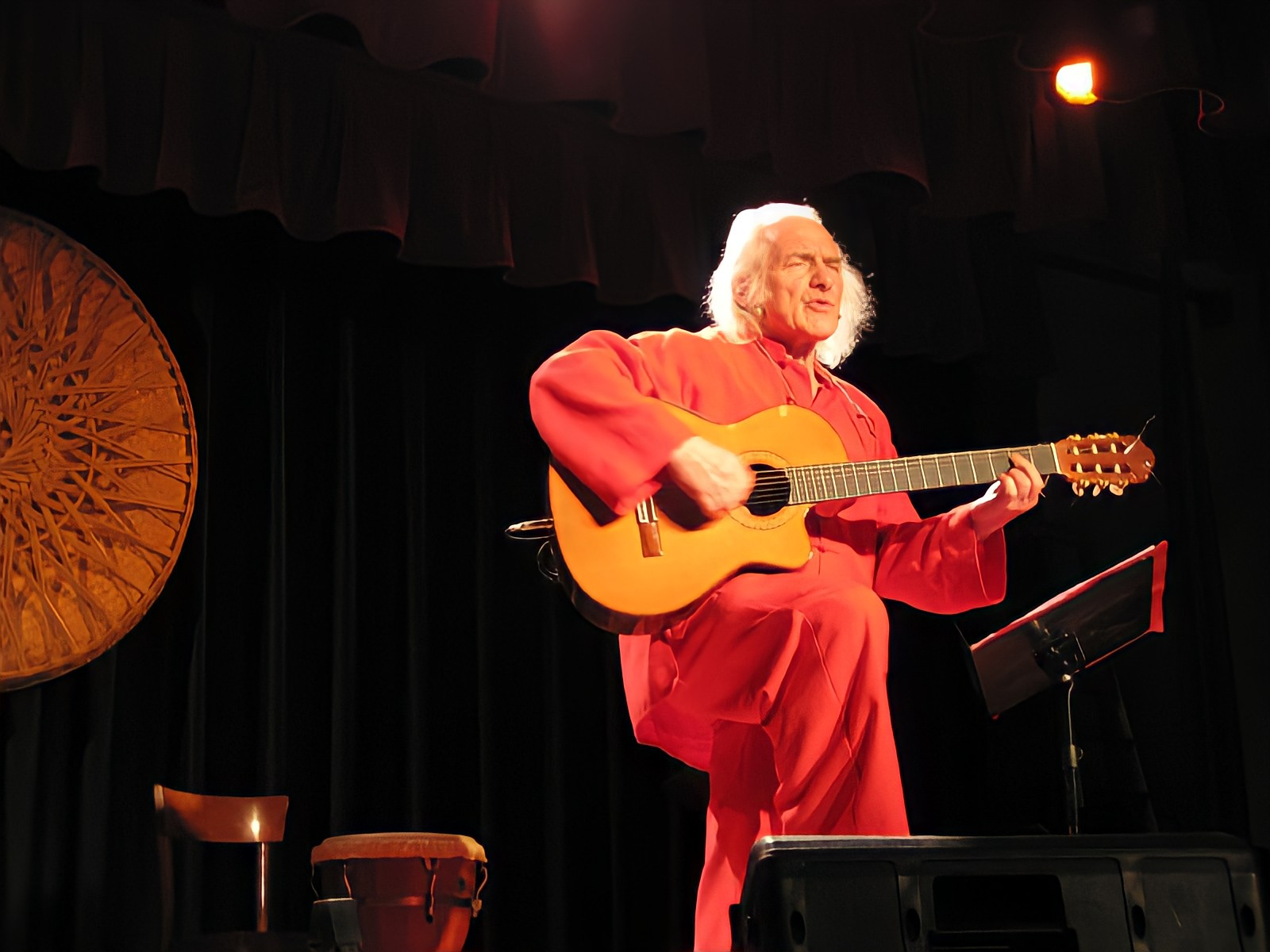

Julos Beaucarne, pseudoniem van Jules Beaucarne (Écaussinnes, 27 juni 1936 - Bevekom, 18 september 2021), was een Belgisch artiest (verteller, dichter, acteur, schrijver, zanger, beeldhouwer), die in het Frans en het Waals zong. Hij woonde in Deurne (Bevekom, Waals-Brabant, België).
Hij was de auteur van meer dan 500 liedjes, 49 albums en 28 boeken.
Zijn vrouw werd vermoord in 1975.
- Bibsys: 10013520
- Bibliothèque nationale de France: cb11890763c (data)
- CiNii: DA05686714
- Gemeinsame Normdatei: 132750333
- International Standard Name Identifier: 0000 0001 2136 9980
- Library of Congress Control Number: n85808511
- Nationale Bibliotheek van Letland: 000339120
- MusicBrainz: d2db2cdd-d3bb-4cab-a2e7-32826992469f
- Nationale Bibliotheek van Tsjechië: mub2013785120
- Nationale Bibliotheek van Israël: 987007428812605171
- Nationale Bibliotheek van Polen: a0000002200428
- Nederlandse Thesaurus van Auteursnamen: 072323248
- Réseau des bibliothèques de Suisse occidentale: 02-A002981086
- Système universitaire de documentation: 026711931
- Virtual International Authority File: 65176092